# Diplotaxis subcostata
Diplotaxis subcostata är en skalbaggsart som beskrevs av Blanchard 1851. Diplotaxis subcostata ingår i släktet Diplotaxis och familjen Melolonthidae. Inga underarter finns listade i Catalogue of Life.